# Ô mon Dieu, Trinité que j'adore

Ô mon Dieu, Trinité que j’adore est une prière composé par la carmélite Élisabeth de la Trinité en 1904.

## Histoire
Élisabeth de la Trinité compose la prière sur la Trinité le 21 novembre 1904. Elle écrit cette prière sur la Trinité trois ans après son entrée au Carmel de Dijon, et après avoir reçu le nom d'Élisabeth de la Trinité, qui imprègne sa vocation, Élisabeth signifiant « Maison de Dieu ».

## Prière
Ô mon Dieu, Trinité que j'adore
O mon Dieu, Trinité que j'adore, aidez-moi à m'oublier  entièrement pour m'établir en vous, immobile et paisible comme si déjà mon âme était dans l'éternité. Que rien ne puisse troubler ma paix, ni me faire sortir de vous, ô mon Immuable, mais que chaque minute m'emporte plus loin dans la profondeur de votre Mystère. Pacifiez mon âme, faites-en votre ciel, votre demeure aimée et le lieu de votre repos. Que je ne vous y laisse jamais seul, mais que je sois là tout entière, tout éveillée en ma foi, tout adorante, toute livrée à votre Action créatrice.
O mon Christ aimé crucifié par amour, je voudrais être une épouse pour votre Cœur, je voudrais vous couvrir de gloire, je voudrais vous aimer... jusqu'à en mourir ! Mais je sens mon impuissance et je vous demande de me « revêtir de vous même », d'identifier mon âme à tous les mouvements de votre âme, de me submerger, de m’envahir, de vous substituer à moi, afin que ma vie ne soit qu'un rayonnement de votre Vie. Venez en moi comme Adorateur, comme Réparateur et comme Sauveur.
O Verbe éternel, Parole de mon Dieu, je veux passer ma vie à vous écouter, je veux me faire tout enseignable, afin d'apprendre tout de vous. Puis, à travers toutes les nuits, tous les vides, toutes les impuissances, je veux vous fixer toujours et demeurer sous votre grande lumière; ô mon Astre aimé, fascinez-moi pour que je ne puisse plus sortir de votre rayonnement.
O Feu consumant, Esprit d'amour, « survenez en moi » afin qu'il se fasse en mon âme comme une incarnation du Verbe : que je Lui sois une humanité de surcroît en laquelle Il renouvelle tout son Mystère. Et vous, ô Père, penchez-vous vers votre pauvre petite créature, « couvrez-la de votre ombre », ne voyez en elle que le « Bien-Aimé en lequel vous avez mis toutes vos complaisances ».
O mes Trois, mon Tout, ma Béatitude, Solitude infinie, Immensité où je me perds, je me livre à vous comme une proie. Ensevelissez-vous en moi pour que je m'ensevelisse en vous, en attendant d'aller contempler en votre lumière l'abîme de vos grandeurs.